# Marcos de Noronha e Brito
D. Marcos de Noronha e Brito, oitavo conde dos Arcos, (Lisboa, 7 de julho de 1771 – Lisboa, 6 de maio de 1828) foi um nobre e administrador colonial português, último vice-rei do Brasil.
Governou de 21 de agosto (ou 14 de outubro) de 1806 a 22 de janeiro de 1808, quando João VI de Portugal, príncipe-regente de Portugal, aportou na cidade de Salvador, transferindo para o Brasil a sede da monarquia.
Havia sido enviado ao Brasil para ocupar o cargo de governador e capitão-geral do estado do Grão-Pará e Rio Negro. Chamado ao Rio de Janeiro, substituiu D. Fernando José de Portugal e Castro no cargo de vice-rei do Brasil.
Com a chegada da família real portuguesa ao Brasil, foi transferido para a Bahia, como governador.
Estabeleceu na província a primeira tipografia (e imprimiu o jornal "Idade de Ouro do Brasil"), criou a biblioteca pública, concluiu o Teatro São João e o cais da alfândega, além de instalar uma linha de correio para o Maranhão.
Quando da revolução Pernambucana de 1817, ajudou na repressão aos rebeldes, alguns dos quais foram enforcados.
Nomeado ministro da Marinha e Ultramar, transferiu-se novamente para o Rio de Janeiro. Com o retorno de D. João VI para Portugal, permaneceu no Brasil, encarregado dos assuntos da pasta do Reino e Estrangeiros, foi ministro dos Negócios do Reino do Brasil.
Logo após o Dia do Fico, D. Pedro I o demitiu e o mandou para Portugal, por exigência da tropa, que não suportava o trato por ele dispensado.
Caracteriza-se por ter perseguido severamente contrabandistas e feito movimento para sanear a administração da justiça.
Foi agraciado em vida com a grã-cruz da ordem de São Bento D’Aviz e da Ordem da Torre e Espada. Foi comendador da Ordem de Nossa Senhora da Conceição de Vila Viçosa e comendador de Santa Maria da Vila de Rei, na Ordem de Cristo.

## Biografia
Iniciou sua carreira militar como cadete no Regimento de Cavalaria do Cais, em novembro de 1796, tornando-se capitão no ano seguinte. 

### Governo da Bahia
Assumiu o governo da Bahia em 1810, após a morte do Conde da Ponte em 1809. O português governou o estado durante oito anos (1810-1818) e foi descrito como um homem enérgico, influenciado por novas ideias. O Conde dos Arcos foi responsável por grandes feitos na educação. Durante seu governo, foram criadas escolas.

### Educação
Seu período como governador foi enriquecedor para a educação da Bahia. O Conde dos Arcos foi responsável pela criação de escolas e aulas. Ao todo, foram criadas 25 cadeiras de primeiras letras e 11 de gramática latina. Ele também recebeu a autorização para abrir o Seminário Arquiepiscopal.
Um de seus primeiros feitos na educação foi a criação da Aula de Comércio, em 1810, mesmo ano em que assumiu o governo. Na Aula de Comércio, foram formados guarda-livros e criadas cadeiras de instrução pública. Um ano depois, em 15 de julho de 1811, foi fundada a Praça de Comércio, que concentrava as relações comerciais e mercantis. A ideia foi do Desembargador Brito e de outros homens. A Praça de Comércio foi o início da Associação Comercial da Bahia, existente até hoje.
Outro curso criado sob sua supervisão foi o de agricultura, devido à necessidade do estado que era, na época, uma capitania. Na época, a capitania da Bahia era a de segunda maior importância no país, graças ao seu porto, por onde exportavam açúcar e fumo, por exemplo. O curso foi criado por uma ordem da Corte, através de uma carta régia datada de 25 de junho de 1812, para que os habitantes aprendessem como cuidar do solo, pois a agricultura era uma grande fonte de renda nacional. A corte também estabeleceu que o curso fosse feito semelhante aos ministrados pelas outras capitanias. No curso de Agricultura, era estudado o cultivo de plantas utilizadas por índios, exóticas ou já conhecidas, como o cânhamo, linho e cochonilha. Também eram estudadas as amoreiras e as especiarias da Ásia. Domingos Borges de Barros foi o professor escolhido para o curso, pois havia feito muitas viagens — inclusive para a Universidade de Coimbra, em Portugal — e angariado conhecimento na área. Ele também foi nomeado diretor do Jardim Botânico. Por causa disso, havia uma grande proximidade entre as aulas de agricultura e o próprio Jardim Botânico.
Um ano depois da carta régia para criação do curso, em 28 de julho de 1813 foi pedida uma declaração com os produtos medicinais indígenas estudados em cada capitania, os quais os governadores deveriam atestar a qualidade e quantidade dos produtos para serem utilizados em enfermos no Hospital Real Militar da Corte. Também deveriam ser relatados os custos de extração dos produtos e quem os traficavam. As informações eram repassadas à corte através da Secretaria do Estado dos Negócios Estrangeiros e da Guerra.
Com a criação da aula de agricultura, foram desenvolvidas atividades na área além das requisitadas pela corte real. Um exemplo é o trabalho de Antônio Moniz de Souza, que era reconhecido como um botânico na época. Em 1817, ele viajou pelo sertão da Bahia e trouxe vegetais exóticos para o Conde dos Arcos. Os vegetais foram avaliados pelo professor de química teórica Sebastião Navarro de Andrade, disciplina criada em 1817 no Colégio Médico-Cirúrgico. Com a comprovação que as descobertas dos vegetais foram valiosas, o Conde dos Arcos chamou Moniz de Souza, oferecendo sua proteção para que o botânico fosse à Europa estudar a história natural e trazer suas observações.
Foi criada também uma aula de desenho, que era administrada pelo próprio governador.
Aulas de música foram criadas pelo Conde da Palma, governador que sucedeu o Conde dos Arcos, em 30 de março de 1818. Na data, apesar da capitania não estar mais sob sua jurisdição, o Conde dos Arcos atestou a necessidade da criação da aula devido "à decadência do ensino".

### Criação da Biblioteca Pública
No dia 13 de maio de 1811, Marcos de Noronha e Brito fundou a Biblioteca Pública da Bahia. A iniciativa foi de Pedro Gomes Ferrão Castelo Branco, Alexandre Gomes Ferrão e Francisco Agostinho Gomes, que liam em clubes maçônicos livros da França sobre filosofia e política. As ideias abordadas eram iluministas. Para a criação da biblioteca, o Coronel Pedro Gomes Ferrão Castelo Branco apresentou um plano administrativo da instituição. O plano foi aprovado pelo Conde dos Arcos e a biblioteca, instituída. A biblioteca foi a primeira pública criada no Brasil, pois as existentes em conventos até então eram privadas e a Real Biblioteca do Rio de Janeiro foi criada em Lisboa e teve a sede transferida para o Rio de Janeiro.
Quando a biblioteca foi aberta, houve doações de livros, inclusive do governador. No entanto, as cópias do Conde dos Arcos foram apenas emprestadas, pois ele retirou seus livros quando a biblioteca mudou de lugar e passou a funcionar na Catedral. Em 1817, quando o Conde dos Arcos estava prestes a sair do governo da Bahia, a biblioteca começou a perder a atenção e cuidado que tinha na época.

### Imprensa
Além das melhorias na educação, houve o desenvolvimento da imprensa. A "Idade d'Ouro do Brazil" foi o primeiro jornal impresso na Bahia, aprovado pelo príncipe regente e pelo Conde dos Arcos. A primeira edição foi impressa em 14 de maio de 1811.
Tendo em vista a primeira publicação, o governador tratou de estabelecer regras à imprensa. Na portaria de 5 de maio de 1811, o Conde dos Arcos estabeleceu que os redatores de jornais deveriam contar as notícias políticas de maneira singela, anunciando os fatos sem trazer reflexões que possam influenciar direta ou indiretamente a opinião pública. Na época, a imprensa possuía um caráter doutrinário. O Conde dos Arcos ainda atesta:
Sempre que a escassez de notícias deixe na folha um espaço disponível, ocupar-se-á este publicando alguma descoberta útil, particularmente por ora ás Artes, discorrendo sobre a necessidade de instituir e conservar bons e polidos costumes nas nações e explicando não só como o caráter nacional ganha em consideração no mundo pela adesão a seu governo e religião, mas metendo à bulha, ou mostrando com graça e pico, quanto têm perdido naquela consideração todas as nações que se deixam despegar do governo e religião de seus pais (sic).

### Teatro São João
O Teatro São João foi criado em 1806, no governo do Conde da Ponte (1805-1810), antecessor do Conde dos Arcos. Entretanto, ele só foi concluído no governo do Conde dos Arcos. Na época, notaram que contribuição dos acionistas do teatro não era suficiente para manter as despesas pagas, e foi instituída a cobrança da loteria. A Carta Régia de 27 de janeiro de 1809 instituiu que toda a renda da loteria fosse transformada em benefícios para o próprio teatro durante seis anos. Em janeiro de 1811, o Conde dos Arcos foi o responsável por receber a renda das loterias.
As loterias passaram a ser divulgadas em propagandas no jornal "Idade d'Ouro".

## Escravidão
Marcos de Noronha e Brito acreditava que os senhores de escravos eram severos e mesquinhos por punir seus escravos com um rigor desnecessário, fazê-los trabalhar demais, alimentá-los mal e darem o mínimo de lazer. Para ele, os escravos estavam "inquietos" devido aos maus tratos. Por isso, ele incentivava as festas feitas pelos escravos, ao contrário de seus senhores. O Conde dos Arcos escolheu lidar com os negros através da dissuasão, e não da violência. É por isso que ele apoiava as festas — para ele, quando os africanos praticassem suas religiões, entrariam em conflito entre si, já que a pluralidade étnica africana é enorme inclusive no Brasil. O Conde dos Arcos acreditava que a escravidão era um mal necessário que poderia ser aliviado, se tornando mais suportável para os escravos.
Em alguns casos, o Conde dos Arcos estimulou as desavenças entre os povos africanos. Ele apoiou a irmandade jêje-nagô da Barroquinha e a irmandade dos Martírios, causando discórdia com a Irmandade angolana Nossa Senhora do Rosário dos Pretos, que possuía destaque entre elas. Seu objetivo era explorar as rivalidades já existentes para evitar que todas se unissem contra o governo.
Foi com o apoio do Conde dos Arcos que a irmandade da Barroquinha conseguiu construir um salão nobre acoplado à igreja. O terreiro também ganhou mais equipamentos e aumentou de tamanho. As reuniões, que eram proibidas pelo governador anterior, o Conde da Ponte, passaram a ser legais pelo Conde dos Arcos e, por isso, tiveram uma melhora substancial inclusive em suas estruturas.
Sua política ao lidar com a escravidão desagradou os senhores baianos, que escreveram uma carta ao rei para demonstrar seus descontentamentos. Durante seu governo, houve pelo menos três revoltas de escravos na capitania. Na carta, eles mencionaram que os rebeldes tinham conseguido a união de variados grupos étnicos, contrariando a política do Conde de que a união dos povos seria o que os separariam. Comentaram que os levantes estavam violentos, mencionando que 150 casas foram queimadas por rebeldes e mais de 50 pessoas morreram. Eles afirmaram que os escravos não poderiam ser bem tratados, pois "o temor e o castigo é o único meio de os fazer bem proceder".
O Conde dos Arcos pouco deu ouvidos aos nobres. Para ele, o medo e descontentamento dos senhores era baseado no próprio remorso que sentiam ao maltratar diariamente seus escravos. Com isso, os nobres realizaram uma reunião com objetivo de retirar Marcos de Noronha e Brito do poder. Apesar do apoio do Comandante Militar da Bahia, brigadeiro Felisberto Caldeira Brant Pontes de Oliveira Horta, futuro marquês de Barbacena, os senhores não estavam preparados para darem um golpe de Estado. Pontes demonstrou-se um adversário forte do Conde dos Arcos na questão escravista, pois escreveu para a corte no Rio de Janeiro que o governador deveria mudar suas diretrizes e proibir as festas dos escravos (conhecidas como "batuques"). Ele afirmou que o Conde dos Arcos parecia incapaz de "escrever ou dizer uma sílaba contra os negros". Seu descontentamento chegou ao nível de ir pessoalmente ao Rio de Janeiro, sede da corte, para protestar em favor dos senhores de escravos da Bahia. Lá, conseguiu do governo uma ordem com medidas básicas de tratamento de escravos. Quando Pontes retornou à Bahia, o Conde dos Arcos o prendeu durante alguns dias devido à sua audácia. Depois os dois senhores se reconciliaram para combater a Revolução Pernambucana de 1817, que requisitava a independência do Brasil.
Sua abordagem era pacífica para que os escravos não se rebelassem, mas, quando o faziam, estes eram duramente reprimidos. Em uma das revoltas que aconteceram na capitania, quatro escravos foram sentenciados à pena de morte, outros condenados a açoites públicos, e 23 homens — provavelmente libertos — foram deportados para Angola, para o porto português Benguela. Mais de 20 escravos morreram nas prisões por mãos tratos.

## Revolução Pernambucana de 1817

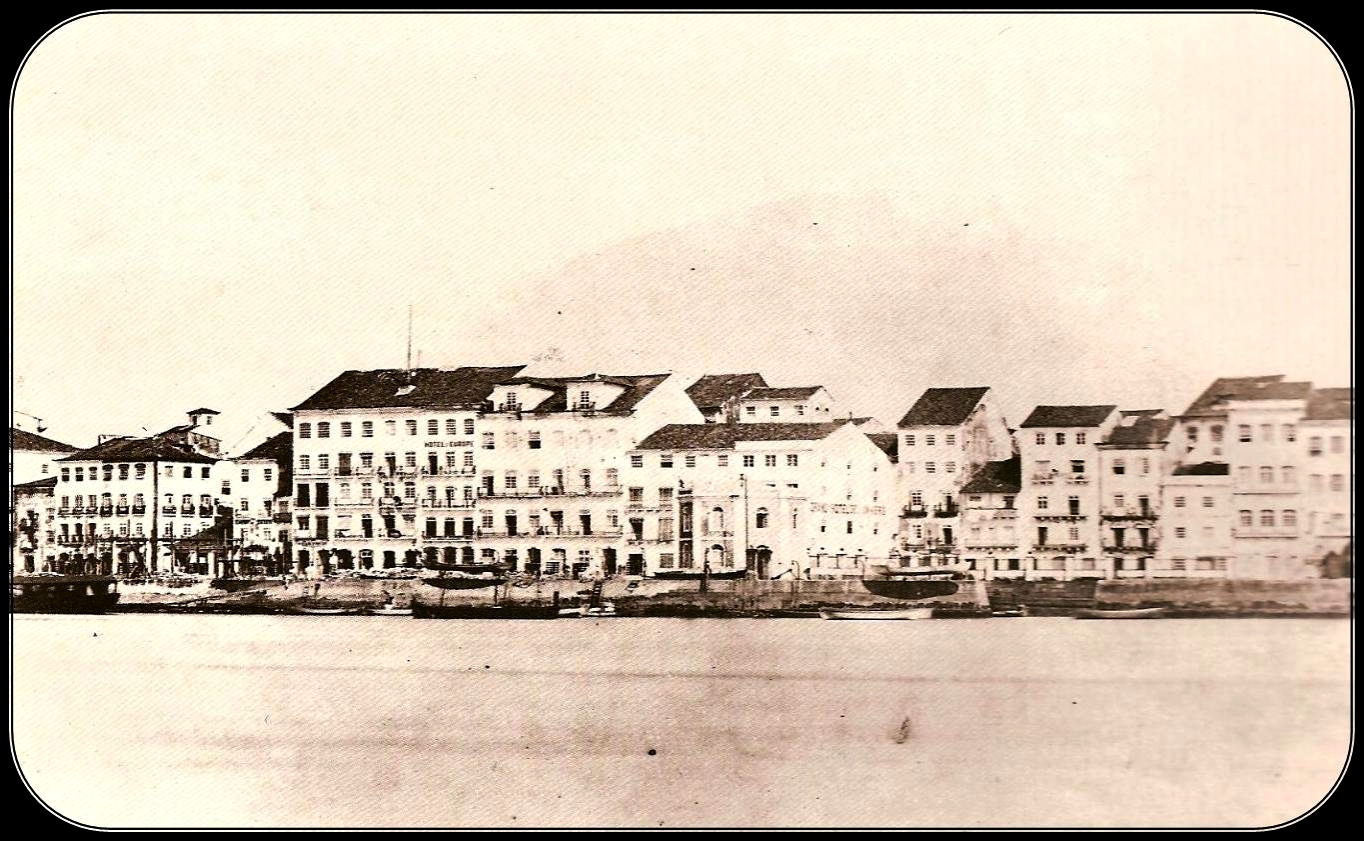
Recife, em 1865.

Quando o governador Brito soube da Revolução que acontecia em Pernambuco, não esperou a ordem do rei para organizar a repressão. Ele mandou tropas à Pernambuco por terra e mar. No dia 16 de abril de 1817, era possível enxergar um brigue e duas covertas chegando para dar início ao bloqueio em Recife. Quando chegou o final do mês, o brigue e as covertas se uniram ao navio de guerra que vinha do Rio de Janeiro.
Como na rebeldia dos escravos, o Conde dos Arcos reagiu à Revolução Pernambucana com muita violência. O Padre Roma, José Inácio Ribeiro de Abreu e Lima, foi à Bahia para espalhar as diretrizes da Revolução. Quando chegou na Bahia, foi imediatamente preso e fuzilado por ordens do governador. O julgamento foi rápido, feito verbalmente. O clima foi de surpresa, mesmo para funcionários do governo. O Ministro do Reino, Thomaz Antonio de Villa Nova Portugal, desaprovou o procedimento e mandou que o Conde dos Arcos parasse de matar homens da Revolução "sem as garantias da lei".
Quando perceberam que o governo revolucionário havia perdido e não havia chances de escapar, o padre João Ribeiro Pessoa de Melo Montenegro escolheu se suicidar. Seu corpo foi exumado e exposto em praça pública. Já Domingos José Martins, José Luís de Mendonça e o padre Miguelinho foram presos na Bahia e condenados à morte pelo governador.

## Ministro da Marinha e Ultramar

### Palácio Conde dos Arcos

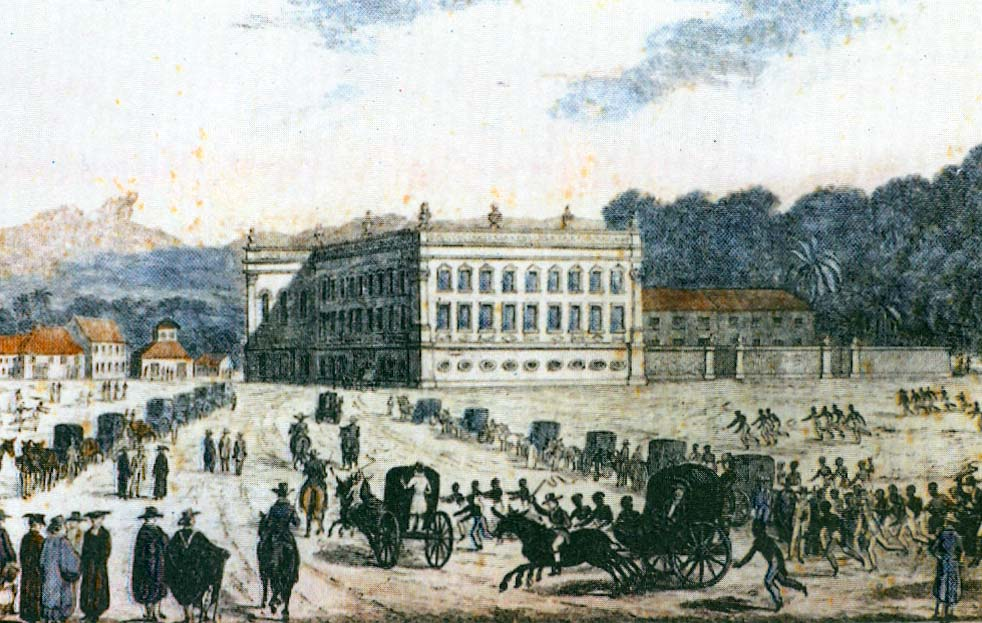
Palácio Conde dos Arcos, em 1829.

Após a perda do título de Vice-Rei quando a família real veio ao Brasil, Marcos Noronha e Brito não perdeu sua influência no governo. Além de ter recebido a família real portuguesa no país, ele foi nomeado Ministro da Marinha e Ultramar em julho de 1817 por Dom João VI. Assumiu o cargo em fevereiro de 1818 e seu destino, então, foi ficar no Rio de Janeiro. Devido ao seu prestígio, foi construída uma residência para ele — o Palácio Conde dos Arcos. Quando foi deposto do cargo em 1821, o imóvel ficou vago e em 1824 foi comprado pelo Imperador Dom Pedro I para tornar-se sede do Senado. O Palácio Conde dos Arcos foi sede do Senado até 1925.

### Atuação no Laboratório Químico-Prático
Durante seus anos como Ministro da Marinha e Ultramar, o Conde dos Arcos virou diretor do Laboratório Químico-Prático. Porém, quando foram apresentadas as atividades já realizadas no Laboratório, o Conde dos Arcos disse que ele não era uma prioridade. Ele foi apresentado ao laboratório por Francisco Vieira Goulart, logo que tomou posse.
O Laboratório foi uma das primeiras iniciativas no país de trabalho com química. Lá eram realizadas pesquisas químicas com finalidade comercial. O primeiro produto avaliado pelo laboratório foi o pau-brasil. Foi estudada também a preparação do ópio e a purificação de aguardente de cana. Quando foi para a direção do Conde dos Arcos, o Laboratório enfrentava a dificuldade de procurar uma nova sede. E Goulart encontra uma nova casa para ser a sede do Laboratório, mas ao receber a solicitação em dezembro de 1818, afirma que não possuía dinheiro para investir e não iria requisitar ao Rei. No dia 22 de dezembro de 1819, o laboratório foi extinto.

### Decreto sobre prisão
Com as dificuldades de comunicação típicas da época, as notícias de prisões eram difundidas de maneira devagar. Além disso, havia pouco ou nenhum controle sobre prisões arbitrárias, e poucos policiais e juízes para julgá-las. Notando essa situação, o Conde dos Arcos lançou um decreto em 23 de maio de 1821 que visava regular as prisões e condições de vida dos presos. Nas próprias palavras do Conde dos Arcos, a justificativa do decreto é:
Constando-me que alguns governadores, Juízes Criminais e Magistrados, violando o sagrado depósito da jurisdição que se lhes confiou, mandam prender por mero arbítrio e antes da culpa formada, pretextando denúncias em segrêdo, suspeitas veementes e outros motivos horrorosos à humanidade, para impunemente conservar em masmorras, vergados com pesos de ferros, homens que se congregavam por os bens que lhes oferecera a instituição das Sociedades Civis, o primeiro dos quais é sem dúvida, a segurança individual. E sendo do meu primeiro dever e desempenho de minha palavra o promover o mais austero respeito à lei e antecipar quanto ser possa os benefícios de uma Constituição liberal: Hei por bem excitar pela maneira mais eficaz e rigorosa a observância da sobremencionada legislação, ampliando-a e ordenando, como por este decreto ordeno...
O decreto continha cinco artigos. O primeiro atestava que as pessoas só poderiam ser presas com ordem judicial escrita, salvo em casos de flagrante. O segundo artigo atestava as condições as quais um juiz poderia expedir mandatos de prisão: culpa confirmada por três testemunhas, duas delas juradas; o fato ser crime exposto em lei; descrição do acusado; decisão judicial que determinasse a prisão e livramento. O terceiro artigo trazia o prazo de 48 horas improrrogáveis para a condenação ou absolvição. Todo o processo deveria ser público, com autorização para que réus e testemunhas fossem confrontados se necessário fosse. O decreto tornava legal a legítima defesa em crimes que não possuíam a pena de morte. Sobre as condições de vida nas prisões, o Conde proibia no decreto:
... possa alguém ser lançado em segrêdo ou masmorra estreita, escura ou infecta, pois que a prisão deve só servir para guardar as pessoas e nunca para as adoecer, e flagelar, ficando implicitamente abolido para sempre o uso de correntes, algemas grilhões e outros quais ferros inventados para martirizar homens ainda não julgados a sofrer qualquer pena aflitiva por sentença final.
O último artigo ameaçava o cumprimento de todos os artigos anteriores por governadores. Quem desobedecesse qualquer artigo teria a perda do emprego público e tornaria-se para sempre inabilitado.